# إسماعيل زرطيط
إسماعيل جميل زرطيط شاب سوري من مواليد اللاذقية 25-09-1983 طالب في جامعة تشرين كلية الأدب الإنكليزي. اعتقل اثر مشاركته بمظاهرة في جمعة الله معنا 5-08-2011 ضمن الاحتجاجات الشعبية السورية التي تشهدها البلاد والمطالبة باسقاط نظام الرئيس السوري بشار الأسد، قتل تحت التعذيب وسلم جثمانه في 17-05-2011 .

## لمحة عن الشهيد
إسماعيل زرطيط من خيرة شباب اللاذقية علما وأدبا وأخلاقا، طالب جامعي يدرس الأدب الإنكليزي في جامعة الحرية (تشرين سابقا). آمن بمطالب أبناء شعبه بالحرية والعدالة والمساواة فتفاعل معها بالفعل والقول، مؤكدا على وحدة الشعب السوري بكل أطيافه وأن من يحاول بث سموم الكراهية والفتنة بين أطياف الشعب السوري هو النظام نفسه بجرائمه ونضليله الأعلامي.

## ظروف الاعتقال والاستشهاد
كعادتهم الفريدة -ثوار سورية- يطلقون التسميات على أيام الجمع، تسميات تعبر عن مطالبهم وهواجسهم فكانت جمعة الله معنا في 5-08-2011 والتي خرج فيها إسماعيل متظاهرا مطالبا بحقوق شعبه وذلك في منظقة الطابيات، اعتقل إسماعيل وانقطعت اخباره 12 يوما كاملا، ففي 17-08-2011 تلقى والدا إسماعيل بلاغ بضرورة استلام جثمان ابنيهما الوحيد من مشفى المجتهد في دمشق، تقرير الطبيب الشرعي يعزي سبب الوفاة إلى السكتة القلبية اثار التعذيب على الجثة تقول غير ذلك.

## شارع باسم الشهيد في مشروع دمر بدمشق
قام الثوار الأحرار في دمشق بتسمية شارع في مشروع دمر باسم الشهيد إسماعيل زرطيط ضمن حملة تغيير أسماء الشوارع في دمشق.

## آخر ما كتب الشهيد
آخر ما كتب الشهيد إسماعيل زرطيط ليله اعتقاله وهو رده على ما كتبه أحد أصدقائه في الفيس بوك أترككم مع ما كتبه الشهيد لتتعرفوا على أحد أبطال الثورة السورية:
Ismaeel Jameel Zarteet
لم يعجبني تعبير بحركم ومياهكم أنت وأنا وكل السوريين نقاط في بحر واحد بحر الوطن ولا أحد يملك أن يخرج أحداً منه ولا يوجد من يريد قتلك لا سمح الله أو قتل أي سوري يا صديقي المميز وأخي إبراهيم وأعرف انك تعي هذا جيداً لا يوجد من يريد قتل أحد لانتمائه الطائفي أبداً ولم نعتد ولم نتربى على هذه العقلية المتخلفة ولا حتى ديننا يقبل بهذا بل يدين ويحرّم ذلك حسب ما أعرف ولكن كل من تلطخت يداه بدماء السوريين الأبرياء مهما كان دينه أو طائفته فهو سيلقى العقاب والجزاء الذي يستحق وعلى رأسهم الخونة من طائفتي التي تتهم ليل نهار بأنها ستنقض وتلتهم باقي الطوائف مع أني أشك بأن من يدعم هذا النظام الكافر اليوم تحديداً يمكن أن ينتمي لأي دين أو طائفة سوى دين عبادة الأصنام والتماثيل وطائفة القتل والاجرام أن الطائفية غير موجودة في سوريا نعم ما يوجد في سوريا وفي كل بلدان العالم هم أفراد طائفيين تراهم بكل الطوائف وبكل الأزمان وليسوا بشيء جديد ولكن الأغلبية ونحن جميعاً منها أكبر من كل هذه التهم الباطلة والسخيفة وسبق وقلت لك بأنك بعقلك وفكرك المنفتح تمثل قيمة مضافة لأي طائفة تنتمي لها وأتمنى أن ياتي الوقت المناسب لنراك ونرى أخوتنا من كل الأديان التي نجل ونحترم معنا على الأرض يداً بيد ضد الظلم والقهر والقمع والاستبداد وليس ضد أي شيء آخر
05 August at 01:40 · Unlike · 4 people